# Жоржина (альбом)
Жоржина — студійний альбом Олега Скрипки, діючого вокаліста гурту Воплі Відоплясова, випущений весною 2011 року.
В основі альбому лежать музичні твори композитора Богдана Весоловського (1915-1971), який писав музику у Львові у 1930-х роках. За словами Олега Скрипки, 
| «стиль «ретро», в якому виконаний альбом «Жоржина», вважаю вишуканим. До того ж, джаз, танго, фокстрот, свінг зазвичай вважаються європейськими та заокеанськими жанрами, а цим проектом я хочу показати, що і наша країна має власну багату, неповторну та якісну музичну історію!».[1] |

## Список композицій
1. «Як Почуєш» (3:01)
2. «Усміх Твій Таємничий» (3:52)
3. «Берізка» (2:44)
4. «Мов Поцілунок Сонця» (2:54)
5. «Ніччю» (3:17)
6. «Карії Очі» (2:41)
7. «Параска» (2:23)
8. «Не плачте рожі» (2:46)
9. «І Знову Осінь» (3:07)
10. «Велике Місто» (2:23)
11. «Любов Не Обмина» (2:39)
12. «Жоржина» (3:17)
13. «Не Покинь» (3:14)
14. «Як Знайдеш Ти Когось» (2:57)
15. «Щастя» (3:05)